# Cenotafio di Admell Tonnelier

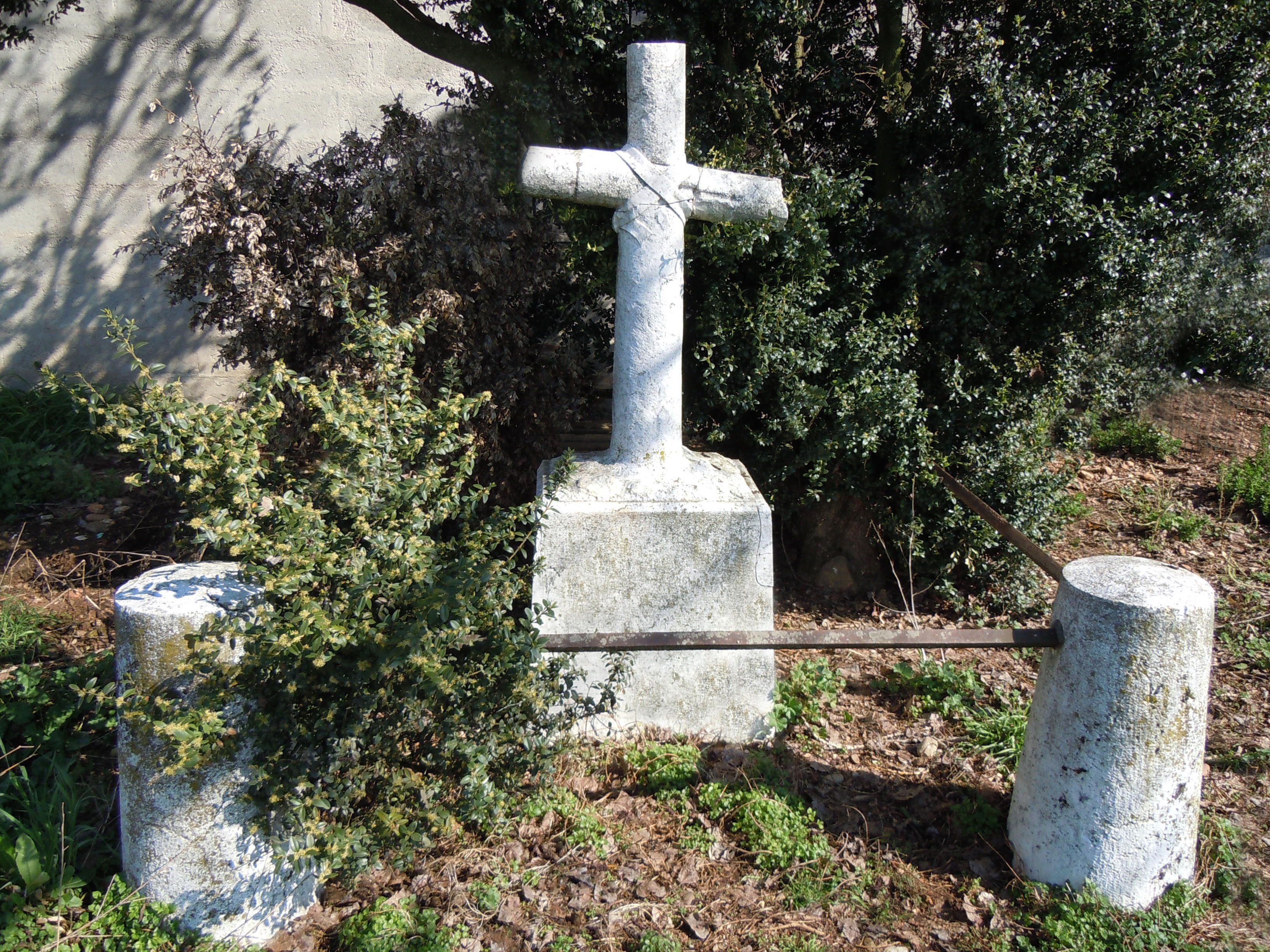
Cenotafio di Admell Tonnelier a Rebecco

Il cenotafio di Admell Tonnelier è un monumento che si trova a Rebecco, località Casa Nuova, in provincia di Mantova.
È dedicato al capitano francese Admell Tonnelier, ufficiale di Napoleone III del 6º Battaglione dei cacciatori a piedi, caduto durante la battaglia di Medole del 24 giugno 1859 assieme a un migliaio di soldati e decine di alti ufficiali, tra i quali il colonnello francese Louis-Charles de Maleville e il colonnello austriaco Karl Windisch-Graetz.
Alla base del monumento, quasi illeggibile, è incisa la scritta: